# Авл Семпроній Атратін (військовий трибун з консульською владою 444 року до н. е.)
Авл Семпро́ній Атраті́н (лат. Aulus Sempronius Atratinus; V століття до н. е.) — політичний, державний і військовий діяч Римської республіки, військовий трибун з консульською владою 444 року до н. е.

## Біографія
Походив з патриціанського роду Семпроніїв. Ймовірно його батьком був Авл Семпроній Атратін, консул 497 і 491 років до н. е.
444 року до н. е. через кризу консульства було запроваджено нову магістратуру військових трибунів з консульською владою. Авла Семпронія було обрано серед перших таких трибунів разом з Луцієм Атілієм Луском і Тітом Клелієм Сікулом. Проте виконували вони свої обов'язки лише 73 дні через визнання виборів недійсними внаслідок релігійних помилок   під час обрання — був неправильно поставлений намет для гадань на птахах. Було замість них обрано консулів, одним з яких був рідний брат Авла Семпронія Луцій.
З того часу відомостей про подальшу долю Авла Семпронія Атратіна немає.

## Родина
- Син Гай Семпроній Атратін, консул 423 року до н. е.